# Волма (Кировская область)
Во́лма — село в Просницком сельском поселении Кирово-Чепецкого района Кировской области.

## География
Расстояние до центра поселения (станция Просница) — 6 км. Расположено в долине, покрытой перелесками, на небольшой речке Волме.
Расстояние до районного центра (город Кирово-Чепецк) — 26 км.

## История
Село основано в 1673 году, согласно грамоте на строительство первой деревянной церкви.
Каменная Сретенская церковь была построена в 1825 году, приход состоял из 17 селений. Имелось две школы: земская мужская и церковно-приходская женская. Главным занятием жителей являлось земледелие, но вследствие малоземелья и плохих почв многие жители уходили на заработки: на ближайшие шубно-овчинные заводы и в город Вятку.
Согласно переписи населения 1926 года село — центр Волминского сельсовета, имеет 40 жителей (12 хозяйств).
В 1980-х годах в Волме было отделение Кировской опытной станция животноводства и кормопроизводства.

## Население
| 2010 |
| ---- |
| 0    |

## Застройка
Улицы села: Горная, Речная.